# Szuperorganizmus

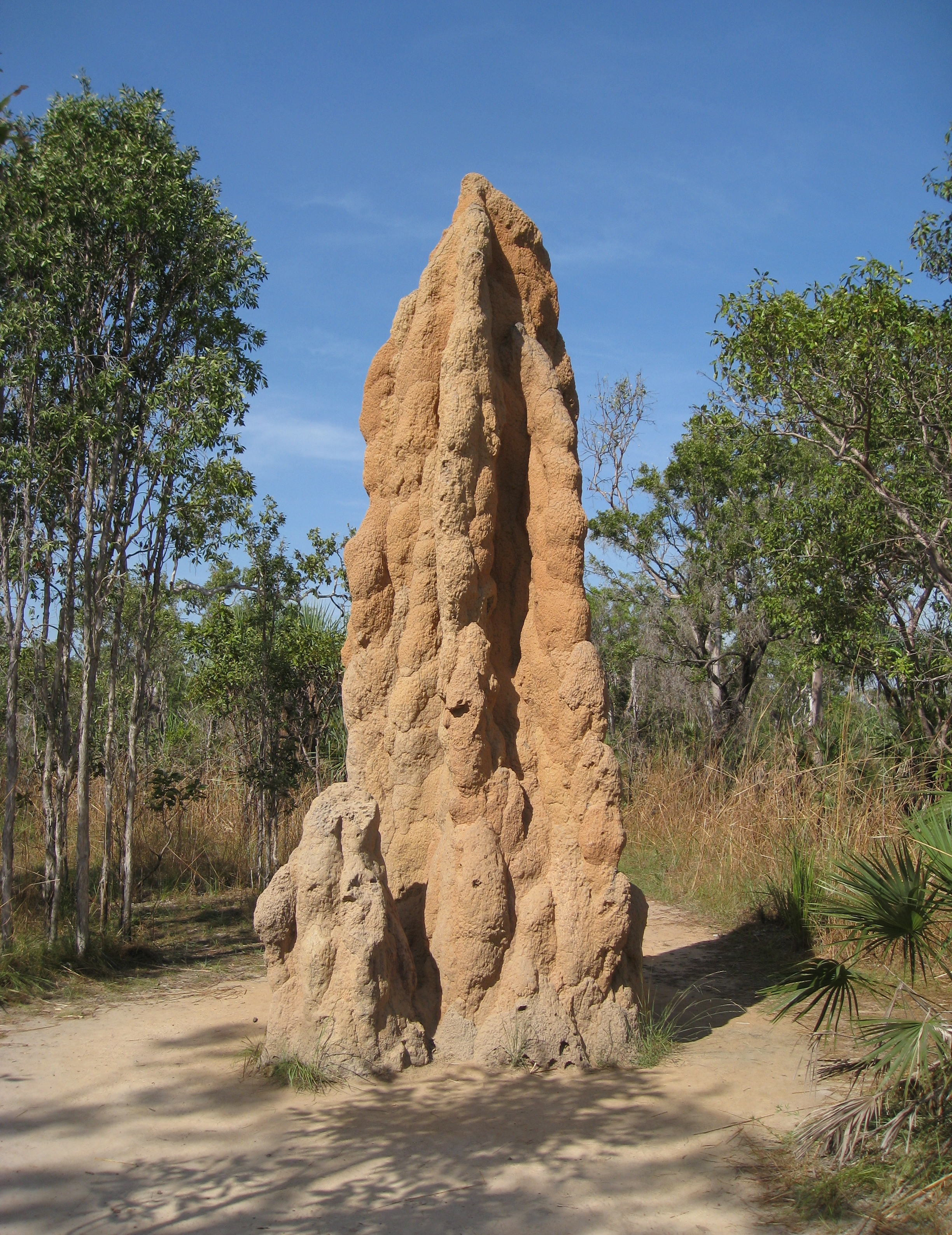
A termeszvár egy tipikus társas szerveződésű szuperorganizmus alkotása

A szuperorganizmus társas szerveződésű, igen magas fokú munkamegosztásban élő egyedekből álló szervezet. Rendszerint a valódi társas (euszociális vagy „államalkotó”) állatok társas egységét értik alatta, amelyeknél
- a munkamegosztás már annyira nagyfokú és specializálódott, hogy
- egyes egyedek elveszítették reprodukciós képességüket, és így az egyedeik már nem is szaporodnak, hanem csak az egész társas egység képes reprodukálni önmagát. A szuperorganizmus legismertebb példái a hangyák, a termeszek és egyes méhek (például a házi méh) kolóniái (bolyai vagy rajai), de ismert szuperorganizmus még az emlősök között is (mint például az Afrikában honos csupasz turkálópatkány).

## Kritika
A szuperorganizmus fogalmát vitatják, mivel sok biológus továbbra is fenntartja, hogy
- ahhoz, hogy egy egész társas egységet tartsunk szervezetnek, az egyedeknek állandó fizikai érintkezésben kell lenniük egymással (ezért nem szuperorganizmus például az állatok vagy az ember szervezete, mert a sejtjei állandóan kapcsolatban vannak egymással), és
- az evolúcióját az egész társas egységre irányuló szelekcióknak kellene irányítani (a hagyományos evolúciós paradigma szerint a természetes szelekciók az egyedi szervezetekre irányulnak).

Különösen a második kikötés jelent problémát, mert nem kevés olyan biológus is van, aki szerint a szelekciók nem csak az egyedekre irányulnak, hanem szelekciók tárgya lehet a gének közötti variáció, sőt, egyedekből álló szupraindividuális csoportok változatai is (létezik tehát a genomon belüli génszelekció, aztán rokonszelekció és csoportszelekció is). Nem kevesen elfogadják, hogy az euszociális állatok „társadalma” bizonyos mértékig valóban lehet a természetes szelekciók egysége (ez csak akkor nem csoportszelekció, ha ezt a „társadalmat” szuperorganizmusnak és nem társas csoportnak tekintjük).

Az 1970-es évektől James Lovelock angol természettudós felvetette, hogy az egész földi bioszféra is tekinthető egy szuperorganizmusnak; el is nevezte az ógörög Földistennőről „Gaiának”.  E felvetéssel kapcsolatban a fenti vita még erőteljesebben merül fel, mert Gaia mutat ugyan a homeosztázisra emlékeztető sajátosságokat, de feltehetően nem képes tökéletesen reprodukálni önmagát, így semmilyen biológiai jellegű szelekció sem tudja befolyásolni az időbeli fejlődését.